# Moskwa-Passażyrskaja-Jarosławskaja
Moskwa-Passażyrskaja-Jarosławskaja (ros. Москва-Пассажирская-Ярославская) – jedna z głównych stacji kolejowych Moskwy, w Rosji, nazywana również Dworcem Jarosławskim (ros. Ярославский вокзал). Obsługuje ona połączenia ze wschodem kraju i miastami w Azji. W szczególności jest to stacja początkowa Kolei Transsyberyjskiej, którą dojechać można stąd bezpośrednimi pociągami m.in. do Pekinu, Irkucka, Ułan Bator i Władywostoku.